# Гоголевка (Приморский край)
Го́голевка — село в Красноармейском районе Приморского края. Входит в состав Лукьяновского сельского поселения.

## География
Село Гоголевка стоит на левом берегу реки Большая Уссурка.
Село Гоголевка расположено на автодороге, идущей на восток от Дальнереченска и от автотрассы «Уссури» через сёла Речное и Звенигородку Дальнереченского района.
На восток от села Гоголевка дорога идёт к сёлам Вербовка, Лукьяновка, Гончаровка и к районному центру Новопокровка.
Расстояние до Дальнереченска (на запад) около 30 км, расстояние до Новопокровки (на восток) около 38 км.
На правом берегу Большой Уссурки напротив села Гоголевка находится село Покровка.

## Население
| 1915 | 2002 | 2010 |
| ---- | ---- | ---- |
| 534  | ↘284 | ↘237 |

## Улицы
В селе имеются три улицы: Новая, Садовая и Центральная. 

## Экономика
Жители занимаются сельским хозяйством.